# Saltos ornamentais nos Jogos Olímpicos de Verão de 2016 - Trampolim 3 m individual masculino
A competição do trampolim de 3 m individual masculino dos saltos ornamentais nos Jogos Olímpicos de 2016 realizou-se a 15 e 16 de agosto no Parque Aquático Maria Lenk, na Barra da Tijuca, Rio de Janeiro.

## Formato
A competição consistiu de três fases, sem acumulação de pontuação entre elas:
- Preliminares: todos os 29 saltadores fizeram seis saltos, com os 18 melhores apurados.
- Semifinal: Os 18 qualificados fizeram mais seis saltos, pontuados a partir do zero.
- Final: Os 12 melhores saltadores fizeram mais seis saltos, para discutir as medalhas para os três primeiros.

## Calendário
Os horários são pelo fuso de Brasília (UTC−3).
| Data                        | Hora        | Ronda           |
| --------------------------- | ----------- | --------------- |
| Segunda-feira, 15 de agosto | 15:15       | Preliminares    |
| Terça-feira, 16 de agosto   | 10:00 18:00 | Semifinal Final |

## Medalhistas
| Ouro   | CHN Cao Yuan         |
| Prata  | GBR Jack Laugher     |
| Bronze | GER Patrick Hausding |

## Resultados
O chinês Cao Yuan foi o melhor saltador ao longo de todo o evento para ganhar o ouro, na frente de Jack Laugher (prata pela Grã-Bretanha) e Patrick Hausding (bronze pela Alemanha), que melhoraram substancialmente na final para completarem o pódio.
| Pos.              | Saltador               | Preliminares | Preliminares | Semifinal   | Semifinal   | Final       | Final       | Final       | Final       | Final       | Final       | Final       | Final       |
| Pos.              | Saltador               | Pontos       | Pos.         | Pontos      | Pos.        | Salto 1     | Salto 2     | Salto 3     | Salto 4     | Salto 5     | Salto 6     | Pontos      | Pos.        |
| ----------------- | ---------------------- | ------------ | ------------ | ----------- | ----------- | ----------- | ----------- | ----------- | ----------- | ----------- | ----------- | ----------- | ----------- |
| Medalha de ouro   | CHN Cao Yuan           | 498.70       | 1            | 489.10      | 1           | 85.00       | 94.50       | 94.50       | 90.00       | 86.70       | 96.90       | 547.60      | 1           |
| Medalha de prata  | GBR Jack Laugher       | 439.95       | 7            | 389.40      | 12          | 81.60       | 91.00       | 90.10       | 76.05       | 96.90       | 88.20       | 523.85      | 2           |
| Medalha de bronze | GER Patrick Hausding   | 440.00       | 6            | 413.50      | 10          | 63.00       | 89.25       | 79.55       | 83.30       | 98.80       | 85.00       | 498.90      | 3           |
| 4                 | RUS Evgeny Kuznetsov   | 449.90       | 4            | 468.35      | 3           | 81.60       | 76.50       | 68.25       | 90.00       | 70.00       | 95.00       | 481.35      | 4           |
| 5                 | USA Kristian Ipsen     | 461.35       | 3            | 437.70      | 7           | 72.00       | 75.00       | 72.85       | 89.25       | 77.00       | 89.70       | 475.80      | 5           |
| 6                 | UKR Illya Kvasha       | 398.20       | 15           | 430.05      | 8           | 74.10       | 79.05       | 82.25       | 93.10       | 66.00       | 83.30       | 475.10      | 6           |
| 7                 | MEX Rommel Pacheco     | 488.25       | 2            | 469.70      | 2           | 45.90       | 58.50       | 86.70       | 79.20       | 84.00       | 96.90       | 451.20      | 7           |
| 8                 | IRL Oliver Dingley     | 399.80       | 13           | 414.25      | 9           | 74.40       | 81.60       | 76.50       | 69.00       | 61.50       | 79.90       | 442.90      | 8           |
| 9                 | BRA César Castro       | 398.85       | 14           | 442.45      | 6           | 72.00       | 77.50       | 76.50       | 70.50       | 63.00       | 76.50       | 436.00      | 9           |
| 10                | USA Michael Hixon      | 421.60       | 10           | 467.25      | 4           | 60.00       | 81.60       | 85.75       | 77.00       | 62.70       | 64.60       | 431.65      | 10          |
| 11                | CAN Philippe Gagné     | 400.75       | 12           | 445.40      | 5           | 72.00       | 63.55       | 73.10       | 71.40       | 64.75       | 80.50       | 425.30      | 11          |
| 12                | COL Sebastián Morales  | 447.05       | 5            | 406.55      | 11          | 65.10       | 76.50       | 42.00       | 34.20       | 70.20       | 76.50       | 364.50      | 12          |
| 13                | ITA Michele Benedetti  | 390.85       | 17           | 387.30      | 13          | Não avançou | Não avançou | Não avançou | Não avançou | Não avançou | Não avançou | Não avançou | Não avançou |
| 14                | JAM Yona Knight-Wisdom | 416.55       | 11           | 381.40      | 14          | Não avançou | Não avançou | Não avançou | Não avançou | Não avançou | Não avançou | Não avançou | Não avançou |
| 15                | AUS Grant Nel          | 395.05       | 16           | 368.35      | 15          | Não avançou | Não avançou | Não avançou | Não avançou | Não avançou | Não avançou | Não avançou | Não avançou |
| 16                | MEX Rodrigo Diego      | 430.70       | 8            | 356.05      | 16          | Não avançou | Não avançou | Não avançou | Não avançou | Não avançou | Não avançou | Não avançou | Não avançou |
| 17                | GER Stephan Feck       | 423.50       | 9            | 354.20      | 17          | Não avançou | Não avançou | Não avançou | Não avançou | Não avançou | Não avançou | Não avançou | Não avançou |
| 18                | RUS Ilya Zakharov      | 389.90       | 18           | 345.60      | 18          | Não avançou | Não avançou | Não avançou | Não avançou | Não avançou | Não avançou | Não avançou | Não avançou |
| 19                | GBR Freddie Woodward   | 388.15       | 19           | Não avançou | Não avançou | Não avançou | Não avançou | Não avançou | Não avançou | Não avançou | Não avançou | Não avançou | Não avançou |
| 20                | JPN Ken Terauchi       | 380.85       | 20           | Não avançou | Não avançou | Não avançou | Não avançou | Não avançou | Não avançou | Não avançou | Não avançou | Não avançou | Não avançou |
| 21                | CHN He Chao            | 380.35       | 21           | Não avançou | Não avançou | Não avançou | Não avançou | Não avançou | Não avançou | Não avançou | Não avançou | Não avançou | Não avançou |
| 22                | JPN Sho Sakai          | 373.70       | 22           | Não avançou | Não avançou | Não avançou | Não avançou | Não avançou | Não avançou | Não avançou | Não avançou | Não avançou | Não avançou |
| 23                | FRA Matthieu Rosset    | 373.40       | 23           | Não avançou | Não avançou | Não avançou | Não avançou | Não avançou | Não avançou | Não avançou | Não avançou | Não avançou | Não avançou |
| 24                | KOR Woo Ha-ram         | 364.10       | 24           | Não avançou | Não avançou | Não avançou | Não avançou | Não avançou | Não avançou | Não avançou | Não avançou | Não avançou | Não avançou |
| 25                | EGY Youssef Selim      | 360.95       | 25           | Não avançou | Não avançou | Não avançou | Não avançou | Não avançou | Não avançou | Não avançou | Não avançou | Não avançou | Não avançou |
| 26                | AUS Kevin Chávez       | 356.55       | 26           | Não avançou | Não avançou | Não avançou | Não avançou | Não avançou | Não avançou | Não avançou | Não avançou | Não avançou | Não avançou |
| 27                | AUT Constantin Blaha   | 351.95       | 27           | Não avançou | Não avançou | Não avançou | Não avançou | Não avançou | Não avançou | Não avançou | Não avançou | Não avançou | Não avançou |
| 28                | ITA Andrea Chiarabini  | 350.40       | 28           | Não avançou | Não avançou | Não avançou | Não avançou | Não avançou | Não avançou | Não avançou | Não avançou | Não avançou | Não avançou |
| 29                | MAS Ahmad Amsyar Azman | 341.70       | 29           | Não avançou | Não avançou | Não avançou | Não avançou | Não avançou | Não avançou | Não avançou | Não avançou | Não avançou | Não avançou |